# Allison Pass
Allison Pass är ett bergspass i Kanada.   Det ligger i provinsen British Columbia, i den södra delen av landet, 3 400 km väster om huvudstaden Ottawa. Allison Pass ligger 1 351 meter över havet.
Terrängen runt Allison Pass är huvudsakligen kuperad. Allison Pass ligger nere i en dal. Trakten runt Allison Pass är nära nog obefolkad, med mindre än två invånare per kvadratkilometer..
I omgivningarna runt Allison Pass växer i huvudsak barrskog.